# Glypta bisinuata
Glypta bisinuata là một loài tò vò trong họ Ichneumonidae.